# Lucette Aldous
Lucette Aldous (Auckland, 26 de septiembre de 1938-Perth, 5 de junio de 2021) fue una bailarina y maestra de danza neozelandesa.

## Biografía
Estudió danza en Sídney y posteriormente en Inglaterra, en la Escuela del Royal Ballet de Londres. Entre 1958 y 1963 formó parte del Ballet Rambert, posteriormente formó parte del London Festival Ballet hasta 1966 y, desde 1966 hasta 1970, trabajó en The Royal Ballet. En 1970 regresó a Australia e ingresó al Ballet de Australia como bailarina principal.
En 2009 fue reconocida su larga trayectoria y contribución a la danza, y le fue otorgado el Australian Dance Awards.
El 6 de junio de 2021, Aldous murió en Perth, Australia, a la edad de 82 años.